# 霍夫鮑爾恩韋薩赫河
47°37′25″N 11°44′19″E / 47.62368°N 11.73866°E
霍夫鮑爾恩韋薩赫河（德語：Hofbauernweißach），是德國的河流，位於該國東南部，由巴伐利亞負責管轄，屬於魏薩赫河的右支流，河道全長5.6公里，流域面積14平方公里。